# Titus Statilius Taurus Corvinus
Titus Statilius Taurus Corvinus est un sénateur et un homme politique de l'empire romain, il est consul en 45.

## Famille
Il est le fils de Titus Statilius Taurus et de Valeria Messalina, son frère est Titus Statilius Taurus. Son cognonem Corvinus lui vient de son grand-père maternel Marcus Valerius Messalla Corvinus.
D'une femme au nom inconnu, il a au moins une fille, Statilia Messalina, troisième épouse de Néron.

## Biographie
Il est consul ordinaire en 45 avec pour collègue Marcus Vinicius.
En 46, avec Lucius Asinius Gallus il complote contre l'Empereur Claude avec l'aide de nombreux affranchie et esclaves de l'empereur, Gallus est exilé tandis que Corvinus est peut être mis a mort.